# Pseudogonatodes gasconi
Espèce
Pseudogonatodes gasconi est une espèce de geckos de la famille des Sphaerodactylidae.

## Répartition
Cette espèce est endémique de l'État d'Acre au Brésil.

## Étymologie
Cette espèce est nommée en l'honneur de Claude Gascon, qui a collecté l'holotype.

## Publication originale
- Avila-Pires & Hoogmoed, 2000 : On two new species of Pseudogonatodes Ruthven, 1915 (Reptilia: Squamata: Gekkonidae), with remarks on the distribution of some other sphaerodactyl lizards. Zoologische Mededelingen Leiden, vol. 73, no 12, p. 209-223 (texte intégral).